# Cnemidocarpa jacens
Cnemidocarpa jacens är en sjöpungsart som beskrevs av Monniot, F. 2003. Cnemidocarpa jacens ingår i släktet Cnemidocarpa och familjen Styelidae. Inga underarter finns listade i Catalogue of Life.